# Carroll Quigley
Carroll Quigley, född 9 november 1910 i Boston, död 3 januari 1977 i Washington, D.C., var en amerikansk historiker. Han var professor vid Georgetown University och var känd bland annat för sina teorier om hur civilisationer utvecklas och för sin forskning om hemliga sällskap och deras inflytande över världspolitiken.

## Biografi
Quigley föddes i Boston och studerade historia vid Harvard University. Han disputerade i historia vid Harvard 1938 på avhandlingen The Public Administration of the Napoleonic Kingdom of Italy. Efter att ha undervisat vid både Harvard University och Princeton University anställdes han 1941 vid School of Foreign Service vid Georgetown University.
Från 1941 till 1972 höll han vid Georgetown University en kurs på två terminer om hur civilisationer utvecklats. Enligt en dödsruna i Washington Star har många som utexaminerats från Georgetowns School of Foreign Service sagt att det var "den kurs som påverkat dem mest under deras studietid".
Vid sidan av sin akademiska karriär arbetade Quigley som konsult åt det amerikanska försvarsdepartementet, USA:s flotta, Smithsonian Institution och House Select Committee on Astronautics and Space Exploration. Han recenserade böcker i Washington Star och satt i redaktionen för Current History.
Quigley gick i pension 1976 och avled året därpå.

## Inflytande på Bill Clinton
Bill Clinton gick Quigleys kurs om civilisationers utveckling när han studerade vid School of Foreign Service. När Clinton senare lanserade sin presidentkampanj med ett tal i Georgetown 1991 nämnde han Quigley som en person som haft betydande inflytande på hans målsättningar och politiska filosofi. Året därpå, 1992, nämnde han Quigley igen i det tal han höll när han accepterade nomineringen som det demokratiska partiets presidentkandidat:
"Som tonåring hörde jag John Kennedys uppmaning till medborgarskap. Och sedan, när jag var student i Georgetown, hörde jag den uppmaningen förtydligad av en professor vid namn Carroll Quigley, som sade till oss att Amerika är den största nationen i historien därför att vårt folk alltid har trott på två saker – att morgondagen kan bli bättre än idag och att vi alla har ett personligt moraliskt ansvar att se till att det blir så."

## Syn på demokrati
Quigley ansåg att de båda politiska partierna i USA – republikanerna och demokraterna – borde vara så lika varandra som möjligt, så att i stort sett samma politik skulle fortsätta att bedrivas oavsett vilket alternativ väljarna röstar på. Han utvecklade resonemanget enligt följande i sitt verk Tragedy and Hope från 1966:
"Tesen att de båda partierna bör representera motsatta ideal och politiska idéer, ett som kanske står till höger och det andra till vänster, är en dum idé som bara är acceptabel för ideologer och akademiska tänkare. Istället bör de båda partierna vara nästan identiska, så att det amerikanska folket kan 'kasta ut skojarna' i vilket val som helst utan att det leder till några djupgående eller omfattande kursändringar i politiken."